# Östlicher Borneo-Gibbon
Der Östliche Borneo-Gibbon (Hylobates funereus) ist eine auf Borneo endemische Primatenart aus der Familie der Gibbons (Hylobatidae).

## Verbreitung

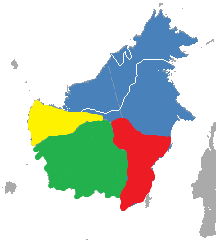
Verbreitungsgebiete der vier Gibbonarten auf Borneo.
Blau – Östlicher Borneo-Gibbon,
gelb – Westlicher Borneo-Gibbon,
Rot – Müller-Gibbon,
grün – Weißbartgibbon

Sie kommt im Norden und Nordosten der Insel vor; das Verbreitungsgebiet reicht im Südwesten bis zum Kapuasgebirge und im mittleren Osten der Insel bis zum Fluss Mahakam und umfasst damit den malaysischen Bundesstaat Sabah und den größten Teil von Sarawak, Brunei und die indonesische Provinz Kalimantan Utara und die nördliche Hälfte von Kalimantan Timur.

## Merkmale
Der schwanzlose Östliche Borneo-Gibbon erreicht eine Kopf-Rumpf-Länge von 47 bis 49 cm und ein Gewicht von 5 bis 6,4 kg. Er ist tief dunkelbraun oder grau gefärbt. Die Haare auf der Kopfoberseite verlaufen fächerförmig von der Stirn nach hinten und sind über den Ohren deutlich länger. Die zusammengewachsenen Augenbrauen sind weißlich. Hände und Füße sind nicht dunkler als die Beine und manchmal aber heller.

## Lebensraum und Lebensweise
Die Affenart lebt in primären und sekundären Laubwäldern und tropischen immergrünen Wäldern, oft mit einem hohen Bestand an Flügelfruchtgewächsen. Sie kann auch in selektiv gerodeten Wäldern überleben, sofern genug fruchttragende Bäume übrig geblieben sind. In den Bergen Sarawaks kommt sie bis in Höhen von 1700 Metern vor – mit abnehmender Populationsdichte in höheren Lagen. Im Kutai-National Park beträgt die durchschnittliche Reviergröße 36 Hektar. Östliche Borneo-Gibbons halten sich vor allem in den mittleren und oberen Baumregionen 25 bis 30 Meter über dem Erdboden auf. Normalerweise sind sie 8 bis 10 Stunden am Tag aktiv, wachen mit der Morgendämmerung auf, und begeben sich schon am späten Nachmittag vor dem Sonnenuntergang auf den Gipfeln ihrer Schlafbäume zur Ruhe.
Wie alle Gibbons ernähren sich Östliche Borneo-Gibbons vor allem von reifen Früchten, besonders von Feigen (24 %). Früchte machen etwa 65 % (27–90 % je nach Jahreszeit) ihrer Ernährung aus, der Anteil der Blätter liegt bei 32 % (8–73 % je nach Jahreszeit) der der Blüten liegt bei 4 % und tierische Nahrung hat einen Anteil von etwa 2 %.
Eine Gruppe besteht meist aus 3–4 Tieren, einem Weibchen, einem Männchen und deren Nachwuchs. Die Affen vermehren sich das ganze Jahr über. Zwischen zwei Geburten vergehen in der Regel 36 Monate. Die Jungtiere werden meist von der Mutter gepflegt, allerdings helfen der Vater und ältere Jungtiere dabei. Das Männchen verbringt mehr Zeit mit dem Jungtier mit Spielen und gegenseitiger Körperpflege. Mit 6 Jahren erreichen die Jungtiere die Körpergröße der Eltern, bleiben aber noch bei ihnen, bis sie mit 8–9 Jahren die Geschlechtsreife erlangen. Der Abstand zwischen den Geburten beträgt 36 Monate und die Lebenserwartung bis zu 47 Jahre.